# Blockley
Blockley is een civil parish in het bestuurlijke gebied Cotswold, in het Engelse graafschap Gloucestershire met 2041 inwoners. De kerk van Blockley is bekend als de kerk in de televisieserie Father Brown in het fictieve dorp Kembleford.

## Geboren
- Cecil Sandford (1928-2023), motorcoureur